# 良岑高行
良岑 高行（よしみね の たかゆき）は、平安時代初期の貴族。大納言・良岑安世の子。官位は正五位下・陸奥守。

## 経歴
天長10年（833年）3月に仁明天皇の即位に伴って従五位下に叙爵し、同年11月には従五位上と続けて昇進する。右近衛少将を経て、承和6年（839年）右中弁、翌承和7年（840年）左中弁と仁明朝前半は文武の要職を務める。承和8年（841年）正五位下・陸奥守に叙任され、地方官に転じた。

## 官歴
『六国史』による。
- 時期不詳：正六位上
- 天長10年（833年） 正月7日または3月6日：従五位下。11月18日：従五位上
- 時期不詳：右近衛少将
- 承和6年（839年） 10月25日：兼右中弁
- 承和7年（840年） 6月10日：止少将?[1]。8月22日：左中弁
- 承和8年（841年） 正月13日：正五位下、陸奥守